# Like That (canción de Future, Metro Boomin y Kendrick Lamar)
«Like That» es una canción del Cantante Estadounidense Future y productor discográfico Metro Boomin, con el rapero estadounidense Kendrick Lamar, fue lanzado como tercer sencillo, cuatro días después del lanzamiento del álbum colaborativo de estudio, de Future y Boomin We Don't Trust You. Fue enviado a la Rhythmic contemporary de EE. UU. el 26 de marzo de 2024 por Wilburn Holding Co., Boominati Worldwide, Epic Records y Republic Records.
Fue escrita por los tres artistas junto a Kobe Hood y producido exclusivamente por Metro. «Like That» es una pista de trap y hip hop hardcore, compuesta predominantemente de percusiones ligeras. Sus bajos temblorosos fueron tomados como sample de la canción de Rodney-O & Joe Cooley «Everlasting Bass» lanzada en 1986, mientras que los elementos adicionales son de la canción de Eazy-E «Eazy-Duz-It» que contiene la voz grabada de Artista Michel'le. 
El sencillo recibió críticas positivas de los críticos musicales, quienes principalmente elogiaron la actuación de Lamar. Su verso, que atrajo una importante cobertura mediática, ya que es un insulto dirigido a Drake y J. Cole; algunos medios consideran que es su respuesta a su sencillo «First Person Shooter».
Rápidamente obtuvo un éxito comercial, debutando en la cima de las listas del Billboard Hot 100, Global 200 y Hot R&B/Hip-Hop Songs simultáneamente. Fue el tercer sencillo número uno de Future desde «Wait for U» y de Lamar desde «Humble», y es el primer sencillo de Metro como artista principal en llegar a dicha posición. La canción también encabezó el Canadian Hot 100 y se ubicó entre los diez primeros de varios países de Europa y Oceanía.

## Antecedentes
El 6 de octubre de 2023, Drake lanzó la canción «First Person Shooter» como parte de su álbum For All the Dogs, con el rapero J. Cole, en la que este último menciona que él, Drake y Kendrick Lamar son los "tres grandes" de música rap. Además, Drake criticó indirectamente a Metro Boomin en diciembre de 2023 por ser un «cobarde» después de que este último publicara un tuit en Twitter dirigido a hacia su persona.

## Composición y letra
Se trata de una pista trap y hip hop hardcore impulsada por percusiones "rápidas" y "con un estilo sureño", así como una línea de bajo "agresiva". Se usan dos canciones como base del instrumental: «Everlasting Bass» de Rodney-O & Joe Cooley (1988) y  «Eazy-Duz-It» de Eazy-E (1989). Metro Boomin, quien admiraba mucho al ex grupo, se puso en contacto con Rodney-O a través de sus compañías discográficas y le pidió permiso para utilizar la pista acelerada. Rodney-O lo aprobó después de escuchar una versión de la canción, que se cortó antes de que comenzara el verso de Lamar.
Líricamente, Lamar usa su aparición sorpresa para responder directamente a "First Person Shooter", rapeando: "Yeah, get up with me, fuck sneak dissing / "First Person Shooter", I hope they came with three switches" . También rechazó la idea de J. Cole de que los tres raperos representen al hip hop y afirma que solo él ocupa el primer lugar: "Motherfuck the big three, nigga it's just big me".A lo largo de su verso, Lamar compara su rivalidad con Drake con la supuesta enemistad de Prince con Michael Jackson ("What? I'm really like that / And your best work is a light pack / Nigga, Prince outlived Mike Jack": "¿Qué? Realmente soy así / Y tu mejor trabajo es un paquete ligero / Negro, Prince sobrevivió a Mike Jack"). Drake se ha comparado notablemente con Michael Jackson en numerosas ocasiones, incluso durante el verso final de «First Person Shooter», y Lamar se ha comparado de manera similar con Prince. Lamar también hace referencias a The Click («Niggas clickin' up, but K.Dot be legit / No 40 Water»: «Niggas haciendo clic, pero K.Dot siendo B-Legit / No 40 Water») y a la novela Pet Sematary de Stephen King de 1983 ("Fore all your dogs gettin' buried / That's a K with all these nines / He gon' see Pet Sematary" :"Antes de que entierren a todos tus perros / Esa es una K con todos estos nueves / Él va a ver Pet Sematary" ).

## Recepción de la crítica
Ángel Díaz de Billboard la clasificó como la tercera mejor canción del disco. También escribió que el tema es "Hip-Hop en estado puro" y lo describió como "la tesis del álbum".
Andrew Sacher de BrooklynVegan argumentó que la aparición de Lamar se siente "como un gran evento", ya que aparece en un "modo directo al grano".Carl Lamarre de Billboard pensó que Lamar apareció en la pista con "atacante" mientras entregaba "un verso explosivo".Alexander Cole de HotNewHipHop calificó el ritmo como perfecto para Future, "que se deja llevar de principio y al final". Dylan Green de Pitchfork pensó: "Es el invitado Kendrick Lamar quien proporciona el momento espectacular de la canción, dejando atrás el malestar terapéutico de Mr. Morale & the Big Steppers de 2022 para dirigirse directamente a los contemporáneos J. Cole y Drake después de años de estar callado".

## Desempeño comercial
Tras el lanzamiento de We Don't Trust You, "Like That" obtuvo 10,26 millones de reproducciones de baja demanda en los Estados Unidos y 25,62 millones de reproducciones en sus primeros tres días de disponibilidad. 3.73 millones de reproducciones del primer día provinieron de Spotify.Varias de las canciones anteriores de Drake, como «First Person Shooter» y «What Would Pluto Do», recibieron aumentos de transmisión de menor a mayor, ya sea debido a que se hace referencia directa a ellas en el verso de Lamar y/o a las especulaciones de los fanáticos sobre cuál de las canciones de Drake inspiró su disgusto.
«Like That» debutó en la cima del Billboard Global 200 con 91 millones de reproducciones y 10.000 copias vendidas en todo el mundo, convirtiéndose en el primer sencillo número uno de Future, Lamar y Metro en la lista. También marcó el segundo sencillo top 10 del artista en Global Excl. Lista de Estados Unidos, donde debutó en el puesto número seis con 31,9 millones de reproducciones.
En su país natal, la canción debutó en el número uno del Billboard Hot 100 para la semana del 6 de abril de 2024, con 59,6 millones de transmisiones, 9.000 descargas digitales vendidas y una audiencia de transmisión de 5,6 millones. Marcó el tercer sencillo número uno de Future y Lamar en el país y el primero de Metro como artista discográfico, después de haber coescrito y coproducido los éxitos anteriores «Heartless» de The Weeknd (2019) y «Bad and Boujee» de Migos con Lil Uzi Vert (2016).También se estrenó en la cima de la lista Streaming Songs de Billboard como el cuarto líder de la lista de Lamar, el tercero de Future y el primero de Metro, y en el número dos en la lista de Digital Songs. Esta obtuvo el mayor debut en streaming en los Estados Unidos de cualquier canción desde el tema «Anti-Hero» de Taylor Swift en 2022 (59,7 millones), al tiempo que acumuló la mayor cantidad de reproducciones para cualquier canción en más de un año, después de «Flowers» de Miley Cyrus, la cual había registrado 59,7 millones de reproducciones durante su segunda semana en las listas.